# Halone flavescens
Halone flavescens är en fjärilsart som beskrevs av George Francis Hampson 1898. Halone flavescens ingår i släktet Halone och familjen björnspinnare. Inga underarter finns listade i Catalogue of Life.